# Sázavka
Sázavka település Csehországban, a Havlíčkův Brod-i járásban. Sázavka Světlá nad Sázavou, Ovesná Lhota, Kunemil, Leština u Světlé, Chrtníč és Habry településekkel határos. Lakosainak száma 322 fő (2024. január 1.).

## Népesség
A település lakosságának változását az alábbi diagram mutatja:
| Lakosok száma | 577  | 576  | 571  | 453  | 381  | 316  | 325  | 332  | 309  | 322  |
|               | 1869 | 1900 | 1921 | 1961 | 1980 | 2011 | 2016 | 2019 | 2021 | 2024 |